# 寅次郎的故事17 再见夕阳
《寅次郎的故事17 再见夕阳》（日語：男はつらいよ 寅次郎夕焼け小焼け）是一部1976年上映的日本喜剧电影，亦是《寅次郎的故事系列》的第十七部剧场版作品。由山田洋次导演，渥美清、倍赏千惠子、前田吟、下条正巳、三崎千惠子及太地喜和子等等主演。于1976年7月24日上映。

## 劇情簡介
寅次郎在出外買醉時遇到一名醉倒老人池之内青觀，寅次郎見他十分潦倒，又無家可歸，將老人帶回家中。翌日當老人醒來後，開始對寅次郎一家呼呼喝喝，更要求多多，沒有人敢鼓起勇氣叫池之内離去。池之内為致歉，胡亂塗劃了一幅畫給寅次郎賣得¥70,000。原來，老人池之内是一位著名的藝術家。寅次郎再次上路，遇到藝妓牡丹，她的畢生積蓄被不誠實的客戶騙去。寅次郎和他的家人及鄰居都希望幫助她，於是求助於池之内。

## 主要演员
- 车寅次郎：渥美清
- 诹访樱：倍赏千惠子
- 车龙造：下条正巳
- 车つね：三崎千惠子
- 诹访博：前田吟
- たこ社长：太宰久雄
- 源公：佐藤蛾次郎
- 御前样：笠智众
- 旅游经理：樱井千里
- 旅游工作人员：寺尾聪
- 市长：久米明
- 鬼头：佐野浅夫
- 大雅堂的主人：大泷秀治
- 志乃：冈田嘉子
- 池之内青观：宇野重吉
- 艺妓牡丹：太地喜和子
- 满男：中村隼人
- 酒吧老板娘：西川光
- 协助人1：冈本茉莉
- 协助人2：榊原留美
- 公寓经理人：佐山俊二
- 虎屋的客人：谷よしの

## 奖项
- 第31届每日电影奖之最佳日本电影奖
- 电影旬報十大最佳日本电影部門第2位
- 电影旬報女配角奖／太地喜和子
- 第19届蓝丝带奖十大最佳日本电影排名
- 第1届报知电影奖之女配角奖／太地喜和子
- 第5届文化厅最佳电影

### 英文
- . 英国电影协会.   [2013-05-07]. （原始内容存档于2012-10-17） （英语）.
- . Complete Index to World Film.   [2013-05-07]. （原始内容存档于2012-09-13） （英语）.
- Galbraith IV, Stuart. . DVD Talk. 2005-12-12  [2013-05-07]. （原始内容存档于2013-10-17） （英语）.

### 德文
- . www.molodezhnaja.ch.   [2013-05-07]. （原始内容存档于2013-05-20） （德语）.

### 日文
- . www.allcinema.net.   [2013-05-07]. （原始内容存档于2012-10-18） （日语）.
- . 日本电影院数据库（日本文化厅）.   [2013-05-07]. （原始内容存档于2012-02-26） （日语）. 外部链接存在于|publisher= (帮助)
- . 日本电影数据库.   [2013-05-07]. （原始内容存档于2013-04-08） （日语）.
- . 电影旬报.   [2013-05-07]. （原始内容存档于2012-03-09） （日语）.

### 中文
- . 豆瓣电影.   [2013-05-07]. （原始内容存档于2013-05-13）.